# Boletus barrowsii
Il Boletus barrowsii (Thiers & A.H. Sm., 1976) è un fungo molto simile al Boletus edulis, ma differisce da questo per il colore bianco del cappello e la carne leggermente più compatta. Esso ha un areale molto ristretto, lo si trova infatti solo tra le montagne del Colorado, dell'Arizona, e del Nuovo Messico.

## Descrizione della specie
Cappello
- 6–25 cm di diametro
- cuticola: liscia, biancastra, color crema con sfumature rosastre.

Pori
- Piccoli, prima bianchi, diventano giallo-verdastri con l'età.

Tubuli
- Lunghi 25 mm, da bianchi a giallastri.

Gambo
- 6-20 X 2–6 cm, sodo, biancastro, a volte con macchie brunastre, reticolato, specialmente verso l'apice.

Carne
- Sottile, bianca, immutabile o impercettibilmente virante al blu vicino ai tubuli.
- Odore: grato.
- Sapore: grato.

Spore
- 13-15 x 4-5 µm, ellissoidali, lisce, bruno-oliva in massa.

## Habitat
- Fungo simbionte, cresce associato a conifere e latifoglie.

## Commestibilità
Eccellente, al pari dei ben più noti porcini.

## Nomi comuni
- (EN)  White King Bolete

## Storia
Questo fungo fu individuato da Chuck Barrows che studiò a lungo la flora micologica del Nuovo Messico. Barrows, nelle sue ricerche, notò infatti dei gruppi di Boletus edulis con una colorazione ed un habitat differenti dal biotipo e per questo ipotizzò che appartenessero ad una nuova specie. Nel 1976 Alexander H. Smith ed Harry D. Thiers analizzarono gli exsiccata di questi funghi e concordarono che appartengono ad una nuova specie alla quale diedero il nome in onore di Barrows.